# Halvsju
Halvsju, med undertiteln Ett program att vara hemma under och komma in till, var det första av de så kallade kaféprogrammen som visades i svensk television. Programmet producerades av Åke Falck och sändes från den 4 oktober 1971 till påskafton den 21 april 1973 i SVT. Halvsju sändes varje vardag mellan 18:30 och 19:30, och programledare var en panel bestående av Lennart Swahn, Karin Falck, Gun Hägglund, Lars Widding och Karl-Axel Sjöblom. Ett stående inslag i programmet var dockan John Blund som, med Lennart Swahns röst, presenterade östtyska animerade filmer för barn. Programmet blev både Karin Falcks och Lennart Swahns genombrott.